# Onthophagus wensis
Onthophagus wensis é uma espécie de inseto do género Onthophagus, família Scarabaeidae, ordem Coleoptera.
Foi descrita cientificamente por Josso & Prévost em 2006.